# The Mountain (2024)
The Mountain ist ein Filmdrama von Rachel House. Der Film, in dem sich ein krebskrankes Mädchen mit ihren neuen Freunden zum titelgebenden Mount Taranaki begibt, kam Ende März 2024 in die neuseeländischen Kinos und feierte im September 2024 beim Toronto International Film Festival seine internationale Premiere.

## Handlung

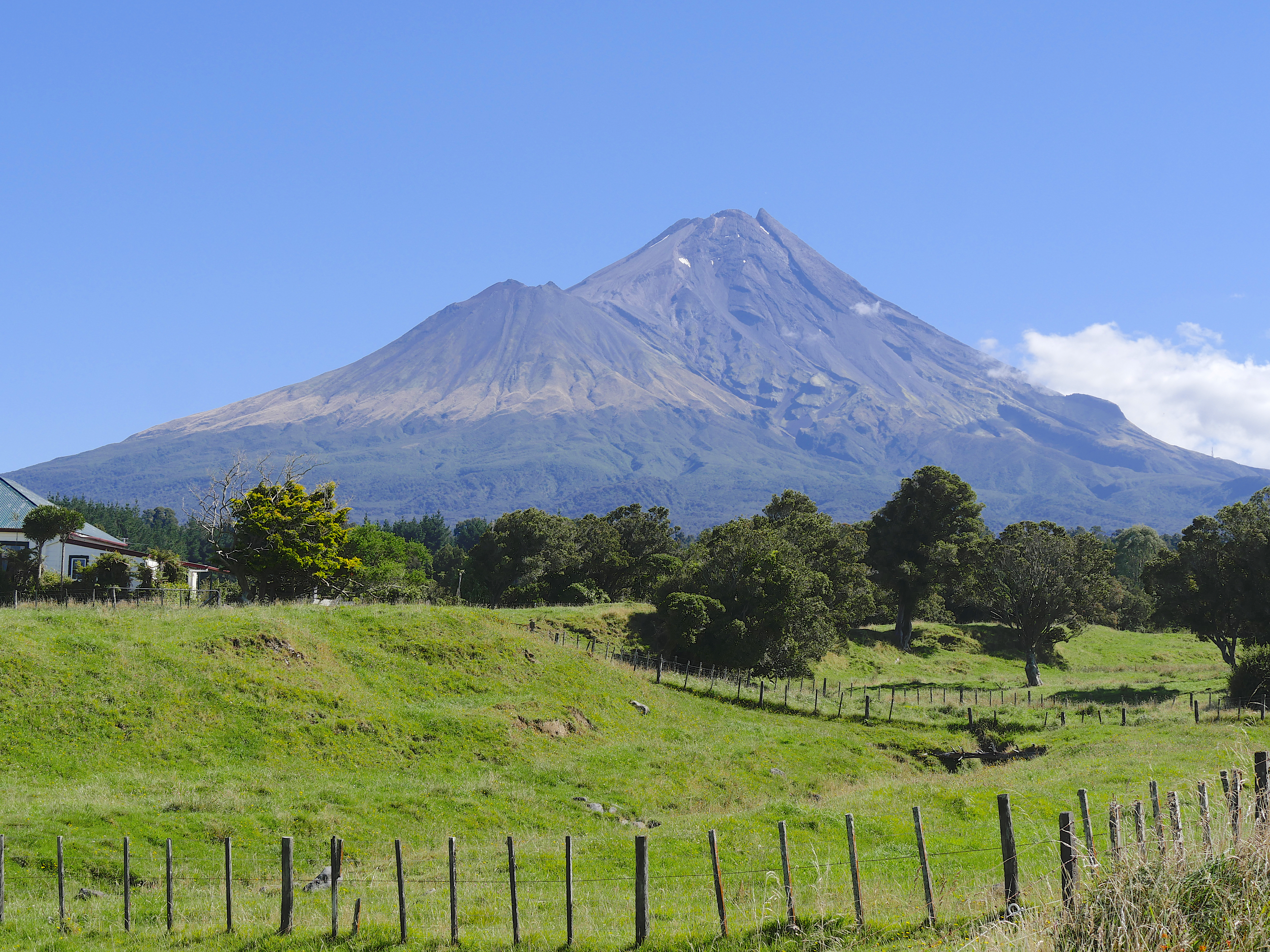
Gemeinsam mit Mallory und Bronco macht sich Sam auf den Weg zum Mount Taranaki

Die 11-jährige Sam unterzieht sich wegen einer Krebserkrankung einer Chemotherapie. Sie ist halb Pākehā und halb Maori. Weil Sam sich Heilung verspricht, will sie den Mount Taranaki auf der Nordinsel von Aotearoa besteigen, und flieht aus dem Krankenhaus. Begleitet wird sie von dem Maori-Jungen Bronco, der gerade erst in die Gegend gezogen ist, und Mallory, dessen Mutter kürzlich gestorben ist.
Weil Sam keinen Kontakt mehr zu ihrem Vater hat, bringt ihr Bronco auf ihrer Tour zum Mount Taranaki die Maori-Kultur etwas näher. Der Junge will mit seiner Aktion auch seinem Vater, der ständig arbeitet und nur selten zuhause ist, eine Lektion erteilen. Während sich die Kinder auf dem Weg zum Mount Taranaki befinden, beginnen ihre um ihre Sicherheit und Gesundheit besorgten Eltern nach dem Trio zu suchen.

## Produktion

### Regie und Drehbuch
Regie führte die Neuseeländerin Rachel House. Es handelt sich bei The Mountain um das Regiedebüt der Schauspielerin bei einem Spielfilm. Die Geschichte stammt von Tom Furniss. Gemeinsam mit ihm schrieb House auch das Drehbuch für den Film. In der Originalgeschichte sind es drei Jungen, die zu einer abenteuerlichen Bergtour aufbrechen. Wie bei der Protagonistin Sam sind die leiblichen Eltern der Regisseurin Maori und Pākehā. Bei der Inszenierung wurde House von den Filmen Storm Boy von 1976 und Stand by Me von 1986 inspiriert.

### Besetzung und Dreharbeiten
Elizabeth Atkinson spielt die 11-jährige Sam. Es handelt sich um ihr Schauspieldebüt. Ihre neuen Freunde Mallory und Bronco werden von Reuben Francis und Terence Daniel gespielt. Troy Kingi ist in der Rolle von Broncos Vater Muru zu sehen, der als Polizist arbeitet. Byron Coll spielt Mallorys Vater und Fern Sutherland Sams Mutter.
Für die Dreharbeiten am Mount Taranaki musste die Erlaubnis aller acht anliegender Stämme eingeholt werden. Erst im Jahr 2023 waren der Berg und die anderen Gipfel in den umliegenden Nationalparks von der neuseeländischen Regierung unter dem gemeinsamen Namen Te Kāhui Tupua als Rechtspersonen anerkannt worden, denen dieselben Rechte wie Menschen zustehen. Dieser Gedanke wurde auch im Film aufgegriffen: „Als Māori betrachten wir Berge als lebende Vorfahren, als Teil unserer Genealogie.“ Der neuseeländische Kameramann Matt Henley war zuletzt für Filme wie Coming Home in the Dark von James Ashcroft, Bad Behaviour von Alice Englert und Punch von Welby Ings tätig.

### Filmmusik und Veröffentlichung
Die Filmmusik komponierten Troy Kingi und Arli Liberman. Kingi spielt im Film Broncos Vater.
Der Film kam am 28. März 2024 in die neuseeländischen Kinos. Im Juni 2024 wurde er beim Sydney Film Festival vorgestellt. Im September 2024 wurde The Mountain beim Toronto International Film Festival gezeigt. Ende September, Anfang Oktober 2024 wurde der Film beim Filmfest Hamburg / MICHEL Kinder und Jugend Filmfest gezeigt. Im Januar 2025 wurde The Mountain beim Palm Springs International Film Festival vorgestellt.

## Auszeichnungen
MICHEL Kinder und Jugend Filmfest 2024
- Nominierung im Wettbewerb